# Christian Wolter
Christian Wolter (* 1972 in Teterow) ist ein deutscher Museologe, Sporthistoriker, Autor und AfD-Kommunalpolitiker.

## Leben
Christian Wolter wuchs in der DDR in der damaligen Kreisstadt Teterow auf, die nach der Wende zum Landkreis Rostock im neuen Bundesland Mecklenburg-Vorpommern kam. Nach seinem Schulabschluss 1988 machte Wolter bis 1990 eine Berufsausbildung als Maurer. Zudem betätigte er sich literarisch und wurde insbesondere in der Social-Beat-Bewegung der 1990er Jahre aktiv. Wolter veröffentlichte zahlreiche Prosatexte in verschiedenen Underground-Literaturmagazinen, bestritt viele Lesungen und trat oft bei Social-Beat-Festivals sowie bei den Berliner Lesebühnen Reformbühne Heim & Welt und Chaussee der Enthusiasten auf. Außerdem hatte er Fernsehauftritte im damaligen Bürgersender Offener Kanal Berlin.
Von 1996 bis 1999 gab Wolter das Fanzine FRÖSI für die FRAU heraus. Der Name war eine satirische Anspielung sowohl auf die ehemalige DDR-Kinderzeitschrift FRÖSI („Fröhlich sein und singen“), die von 1953 bis 1991 erschien, als auch auf die frühere Zeitschriften-Welt des DDR-Verlagsbetriebs Verlag für die Frau, der neben Büchern zahlreiche Mode- und Ratgeber-Frauenzeitschriften herausgab. Wolters „Punk-Fanzine“ gilt inzwischen als „legendär“. 1998 tourte er mit dem Zürcher Duo Ärger & Seelenlos durch die Schweiz und die Bundesrepublik Deutschland.
2001 erschien im süddeutschen Independent-Verlag Killroy Media Wolters Debütroman Die FRÖSI-Bande, in dem er eine mecklenburgische Adoleszenzgeschichte erzählt, „mit allem, was dazugehört: Sex, Drogen, Provinz, Arbeitslosigkeit, Hansa-Fans und Neonazis“. Die „trashige Nachwendesatire“ fand einige Beachtung beim Publikum und der Kritik. 2004 veröffentlichte er das Hörspiel Diese starke Lust am Bösen, in dem er in einzelnen Geschichten, die in der DDR-Vor- und Nachwendezeit spielen, das Verhalten von „hartgesottenen und gewaltbereiten“ Fußballfans in der ostdeutschen Provinz thematisiert.
Mitte der 2000er Jahre studierte Wolter Museologie an der Hochschule für Technik, Wirtschaft und Kultur in Leipzig. In seiner Abschlussarbeit befasste er sich mit dem Leipziger Bruno-Plache-Stadion, das bei dessen Eröffnung 1922 das größte vereinseigene Fußballstadion Deutschlands war und in dem heute die Heimspiele des 1. FC Lokomotive Leipzig ausgetragen werden. Aus seiner Diplomarbeit resultierte 2008 das Sachbuch Schlachten – Tore – Emotionen, in dem Wolter sowohl die Geschichte dieser traditionsreichen Leipziger Sportkampfbahn aufarbeitet als auch viele Zeitzeugeninterviews und Fotos wiedergibt.
Ende der 2000er Jahre ging er nach Berlin und recherchierte dort zweieinhalb Jahre in den Archiven des Landes und der Vereine über die Geschichte der Berliner Fußballplätze, anfangs als Privatforscher und später für das Fanprojekt Berlin. Hieraus entstand das Sachbuch Rasen der Leidenschaften, das 2011 herauskam und in dem Wolter die „Geschichte und Geschichten“ von etwa 75 Berliner Spielstätten darstellt und über „Vereine, Rekorde und Tumulte“ berichtet. Ab 2012 forschte er zum Arbeiterfußball in Berlin. Anfang 2015 veröffentlichte er dazu sein Buch Arbeiterfußball in Berlin und Brandenburg 1910–1933, das im Hildesheimer Arete Verlag erschien. Seit 2016 betreibt er die Webseite arbeiterfussball.de.
Christian Wolter lebt in Teterow und ist seit seiner Kindheit Fan von Lokomotive Leipzig und Hansa Rostock.

## Politik
Er ist Mitarbeiter der AfD-Bundestagsabgeordneten Ulrike Schielke-Ziesing. Zuvor war er bereits Unterzeichner der Gemeinsamen Erklärung 2018 gegen eine behauptete illegale Masseneinwanderung. Ab Dezember 2021 trat er zudem als Versammlungsleiter von Demonstrationen gegen die Maßnahmen zur Eindämmung der COVID-19-Pandemie auf. 2023 trat er für die AfD als Anmelder von Demonstrationen gegen eine Flüchtlingsunterkunft in Teterow auf.
Bei der Kommunalwahl 2024 wurde Wolter für die AfD in die Stadtvertretung von Teterow gewählt. Anschließend wählte ihn die Stadtvertretung zum Bürgervorsteher Teterows, dem Vorsitzenden des Gremiums.

## Publikationen
Belletristik
- Die FRÖSI-Bande (= Killroy 10 + 1 Stories, Band 4). 1. Auflage. Killroy Media, Asperg 2001, ISBN 3-931140-23-7 (Rezension von Daniel Beskos in literaturkritik.de; Rezension von Theo Breuer im Titel-Kulturmagazin; Literaturempfehlung von Marc Degens bei satt.org).
- Diese starke Lust am Bösen. Hörspiel, 2., überarbeitete Neuauflage. Schnitt, Regie, Produktion: Olaf Schuller, Hardy Fliko. Change Books Verlag, Leipzig 2004, ISBN 3-937704-07-8 (Tonträger: 1 CD, 56 Minuten).

Sachbücher
- Schlachten, Tore, Emotionen. Das Bruno-Plache-Stadion in Leipzig-Probstheida. 1. Auflage. OM-Verlag, Leipzig 2008, ISBN 978-3-9812022-0-5 (Buchbesprechung in der Leipziger Internet Zeitung).
- Rasen der Leidenschaften. Die Fußballplätze von Berlin. Geschichte und Geschichten. 1. Auflage. Edition Else, Berlin 2011, ISBN 978-3-00-036563-8 (mit Beiträgen von Werner Skrentny u. a.; Rezension von Andreas Gläser im Tagesspiegel).
- Arbeiterfußball in Berlin und Brandenburg 1910–1933. 1. Auflage. Arete Verlag, Hildesheim 2015, ISBN 978-3-942468-49-7 (mit Beiträgen von Rolf Frommhagen, Werner Skrentny u. a.).